# Digimon Racing
Vous lisez un « bon article » labellisé en 2012.
Digimon Racing (デジモンレーシング, Dejimon Rēshingu) est un jeu vidéo de course, développé par Griptonite Games et distribué par Bandai, publié en 2004 sur Game Boy Advance. Partie intégrante de la série des jeux vidéo Digimon, ce jeu met en avant les éléments et les personnages de la franchise japonaise éponyme. Le système de jeu ressemble au plus haut point à celui d'un jeu de course classique, qui utilise à la fois les éléments du karting et des jeux d'action. Au total, onze personnages et 40 digivolutions sont disponibles.
Digimon Racing utilise le mode 7 et le doublage durant les courses. Le jeu a, pour la première fois, été annoncé à l’Electronic Entertainment Expo (E3) en 2003 et, plus tard, exposé à l’E3 de 2004. Il est publié le 1er avril 2004 au Japon ; le 13 septembre en Amérique du Nord et le 30 avril en Europe, notamment le 23 avril en France. Le système de jeu est principalement bien accueilli par l'ensemble de la presse spécialisée, malgré sa ressemblance avec le système de jeu des séries Crash Nitro Kart et Mario Kart.

## Système de jeu
Digimon Racing est un jeu vidéo de course intronisant les personnages et les éléments de la franchise Digimon ainsi que les éléments d'un jeu de course classique. Le jeu met en compétition plusieurs digimon à travers les courses d'un grand prix se déroulant dans le digimonde (foyer natal des digimon). Le but de ce grand prix est de déterminer quel digimon est le meilleur coureur ; chaque personnage possède un kart équivalent, en termes de capacité, à celui de ses adversaires.
Digimon Racing ressemble au plus haut point à un jeu de course classique. Le joueur doit courir contre sept autres digimon contrôlés par l'ordinateur. L'utilisation d'objets pour attaquer les concurrents ou améliorer temporairement les performances du joueur durant la course fait partie du système de jeu et ajoute un élément tiré des jeux vidéo de karting. Une nouvelle capacité, nommée « kart hopping », sert à sauter sur les autres compétiteurs pour les ralentir. Cela ajoute un élément tiré des jeux vidéo d'action. La digivolution, un thème récurrent dans Digimon, joue également un rôle dans le jeu. Conduire sur des points spécifiques situés tout au long du circuit augmente le compteur d'énergie affiché en bas à gauche de l'affichage tête haute. Lorsque le compteur augmente, le joueur participe à l'évolution de son digimon et gagne assez en puissance pour utiliser des attaques spéciales.
Les quinze circuits du jeu, dont quatre sont disponibles au tout début, sont localisées dans des environnements variés tels que les jungles, les volcans et les villes. Après avoir remporté une course pour la première fois sur un circuit, le joueur débloque un mode contre-la-montre ainsi qu'un combat contre un boss de fin du niveau. Durant l'affrontement avec le boss, généralement sur le mode du jeu d'action, celui-ci doit être vaincu à l'aide de différents objets éparpillés dans une arène. Le joueur peut également jouer en solo sur chaque circuit débloqué. Des accessoires comme l'adaptateur sans fil Game Boy Advance ou le câble link sont utilisés pour permettre de participer au mode multijoueur (jouable à deux, trois ou quatre),,.
Le menu présente un total de onze digimon, soit huit initialement jouables, incluant Agumon, Biyomon, Gabumon, Gomamon, Palmon, Patamon, Salamon, et Tentomon, et trois déblocables incluant Agunimon, Guilmon, et Veemon. Le joueur doit concourir pour gagner les digimon à débloquer en les battant à la course. Cependant, le mécanisme de digivolution augmente le nombre des digimon à un total de 40. Le jeu présente en totalité les personnages tirés de l'anime. Les personnages diffèrent selon trois caractéristiques : la vélocité, la tenue de route, et l'accélération.

## Développement
Contrairement aux précédents jeux de la franchise développés par les compagnies japonaises, Digimon Racing est développé à Kirkland, dans l'État de Washington, au sein de Griptonite Games, compagnie localisée aux États-Unis. Cependant, c'est la compagnie fondatrice de Digimon, Bandai, qui distribue le jeu. Il s'agit du premier jeu Digimon publié sur Game Boy Advance, depuis Digimon Battle Spirit et Digimon Battle Spirit 2, à être adapté sur WonderSwan Color. Le jeu utilise le moteur mode 7 pour créer un système de jeu tri-dimensionnel qui n'aurait pu être supporté sur d'autres consoles. Les personnages sont également doublés durant les courses, ce qui est peu commun dans les jeux Game Boy Advance. Le jeu est pour la première fois annoncé à l'E3 2003. Une version nord-américaine du jeu est ensuite présentée à l'E3 2004 en août 2004. Une fois le développement finalisé, le jeu est classé « E » (Everyone ; « tout public ») par Entertainment Software Rating Board (ESRB) et « 3+ » par Pan European Game Information (PEGI). Il est publié le 1er avril 2004 au Japon, le 30 avril en Europe et le 13 septembre en Amérique du Nord.

## Accueil
| 1UP.com               | C       |
| Famitsu               | 23/40   |
| IGN                   | 7/10    |
| Jeuxvideo.com         | 13/20   |
| GameZone              | 7,4/10  |
| AllGame               | [ 6 ]   |
| Nintendo Power        | 6,2/10  |
| Compilations de notes |         |
| GameRankings          | 63,67 % |
| Metacritic            | 62 %    |

Digimon Racing est accueilli d'une manière mitigée par l'ensemble de la presse spécialisée avec une moyenne générale de 62 % sur Metacritic et de 63,67 % sur GameRankings. Le jeu est négativement accueilli pour sa ressemblance avec d'autres jeux de karting, comme notamment Crash Nitro Kart et de Mario Kart,.
Craig Harris d'IGN et Garnett Lee de 1UP.com fustigent clairement le système de jeu qui ressemble au plus haut point aux séries Crash Nitro Kart et de Mario Kart. Hormis cette frappante ressemblance, certains aspects esthétiques du jeu ont été mis en avant comme les graphismes et la musique, ainsi que la modélisation des circuits de course et des thèmes environnementaux abordés. Des aspects du système de jeu tels que le contrôle des personnages, le mode multijoueur, la rejouabilité, et le « kart hopping », sont également bien accueillis,.
Du côté francophone, Logan de Jeuxvideo.com attribue une moyenne générale de 13 sur 20, expliquant que Digimon Racing est « un petit jeu sans prétention mais qui fera plaisir aux fans » malgré certaines « tares » qui impliquent le manque d'originalité du système de jeu et les courses qui auraient dû être, selon lui, « un brin plus nerveuses. » Le magazine Pocket Videogames voit négativement le jeu expliquant que « les idées nouvelles ne sont cependant pas légion, on doit attraper des options sur la piste et les utiliser contre ses adversaires. »
D'autres médias notent également le jeu sans commentaire spécifique. Le magazine Nintendo Power attribue un 6,2 sur 10. Les quatre testeurs du magazine Famitsu attribuent respectivement les notes de 5, 5, 7, et 6 sur 10, et donnent un total de 23 points sur 40. Pour finir, T.J. Deci du site web AllGame attribue trois étoiles sur cinq. 